# Megachile osea
Megachile osea är en biart som beskrevs av Cameron 1902. Megachile osea ingår i släktet tapetserarbin, och familjen buksamlarbin. Inga underarter finns listade i Catalogue of Life.